# Olasz Szocialista Párt
Az Olasz Szocialista Párt (olaszul: Partito Socialista Italiano, rövidítése: PSI) egy olaszországi baloldali párt volt.
Ez az egyik legrégebbi alapítású párt emellett Olaszország legrégebbi baloldali pártja volt. Ez a párt volt az első olasz tömegpárt is.

## Története
1892-ben alapították Genovában Olasz Munkások Pártja néven (Partito dei Lavoratori Italiani), a következő évben 1893-ban a párt neve Olasz Munkások Szocialista Pártja (Partito Socialista dei Lavoratori Italiani) lett, 1895-ben a párt neve Olasz Szocialista Párt lett.
A Nemzeti Fasiszta Párt hatalomra kerülésével a párt illegalitásba került. A párt Franciaországban száműzetésben levő tagjai tartották a kapcsolatot az illegalitásban levő párttagokkal és továbbra is az olasz politikai életre próbáltak befolyással lenni. A második világháborúban Franciaországban a helyi partizán mozgalommal szövetkeztek a náci elnyomás ellen.
Olaszországban a fasizmus bukása után, 1943. július 25-e után részt vett a párt az Ellenállási Mozgalomban és a Nemzeti Felszabadító Bizottság tagja lett. Matteoti Brigád néven megszervezte saját partizán mozgalmát.
1948-as olaszországi választáson a párt közös listán szerepelt az Olasz Kommunista Párttal. A párt ezután az 1950-es években végig szövetségben volt a kommunistákkal. Az 1960-as évek elején az Olasz Kereszténydemokrata Párt két vezetője: Amintore Fanfani és Aldo Moro nyitottá vált a balközép politikai oldallal való együttműködéssel. 1964-ben a párt többsége támogatta a kereszténydemokratákkal való közös kormányzást.
A baloldalon ez a koalíció felháborodást okozott, a szocialista pártból kilépett képviselők megalapították még 1964-ben az Proletár Egység Szocialista Pártját. A kilépettek csak 1972-ben tértek vissza a pártba.
A párt az 1970-es években támogatta a diáktüntetéseket és a munkás szakszervezeti tüntetéseket is. 1976-ban a párt főtitkára Francesco De Martino kidolgozta a baloldali alternatíva stratégiája, ami szerint a kereszténydemokraták ellenzékbe kerülnek és a szocialisták kerülnek hatalomra. Ez a stratégia 1977-ben megbukott, amikor Enrico Berlinguer a kommunisták főtitkára meghirdette a történelmi kiegyezés politikáját (compromesso storico). A kiegyezésre az 1973-as chilei katonai puccs hatására került sor.
1976-ban a párt új főtitkára Bettino Craxi lett, aki 1978-ra meghirdette a szocialista evangéliumot. A párt új ideológiai alapokat határozott meg, a hagyományos szocializmus mellett kötelezték el magukat, amely kommunista és marxista ideológiáktól mentes.
A párt az 1983-1987 között a kormánykoalíció meghatározó ereje lett. A párt a Tangentopoli-ügy botrány sorozat áldozatává vált, Bettino Craxi főtitkárt a bíróság ítéletet is hirdetett korrupció miatt, de Craxi az önkéntes száműzetést választotta. A párt 1994-ben szűnt meg.

## Ideológiája
A párt eredetileg a marxizmushoz állt közel emellett elkötelezetten köztársaságpártiak és anarchisták voltak. A párt fontos társadalmi bázisa volt a CGdL nevű munkásszakszervezete. 1921-ben az októberi forradalom után a szakszervezet sok tagja átment az Olasz Kommunista Párthoz.
A párt viszonya a kommunizmushoz az 1930-as évektől kezdett szembehelyezkedni, amikor a párt az európai szociáldemokrácia értékeihez közeledett. A sztálinizmus bűneinek a nyilvánosságra kerülésével és a kommunisták magyarországi 1956-os forradalomban vállalt szerepük miatt a párt végképp elhatárolódott a kommunizmustól.
Ez a szembehelyezkedés eredményezte az 1964-ben létrejött koalíciót az Olasz Kereszténydemokrata Párttal.